# Neretto di Bairo
Pour les articles homonymes, voir Bairo (homonymie).
Le neretto di Bairo  est un cépage italien très ancien de raisins noirs.

## Origine et répartition géographique
Il  provient du nord de l’Italie. 
Il est classé cépage d'appoint en DOC Pinerolese rosso. Il est classé recommandé en province de Turin dans la région du Piémont et il est autorisé en province de Verceil. En 1998, il couvrait 131 ha.

## Caractères ampélographiques
- Extrémité du jeune rameau duveteux blanchâtre.
- Jeunes feuilles aranéeux, vert clair.
- Feuilles adultes, à 5 lobes avec des sinus supérieurs profonds en U ouvert,  un sinus pétiolaire en U largement ouvert,  un limbe pubescent.

## Aptitudes culturales
La maturité est de troisième époque tardive: 35  jours après le chasselas.

## Potentiel technologique
Les grappes et les baies sont de taille grande. La grappe est conique, ailée et myennemet compacte. 

## Synonymes
Le neretto di Bairo est connu sous le nom de neiret, neiretta di Pinerolo, neret, neret ciafi, neret de Saut, neret di romain ou neret di romen, neret di San Giors, neret gros, neretto di San Giorgio, neretto gentile, neretto grosso, pcit.